# Michael Ekwoy Apochi
Michael Ekwoy Apochi (* 6. August 1960 in Ichama, Bundesstaat Rivers, Nigeria) ist Bischof von Otukpo.

## Leben
Michael Ekwoy Apochi empfing am 19. Juli 1986 die Priesterweihe. Er wurde am 10. Juli 1995 in den Klerus des Bistums Otukpo inkardiniert.
Papst Johannes Paul II. ernannte ihn am 17. Dezember 2002 zum Bischof von Otukpo. Die Bischofsweihe spendete ihm der Apostolische Nuntius in Nigeria, Osvaldo Padilla, am 23. Februar 2003; Mitkonsekratoren waren Albert Kanene Obiefuna, Erzbischof von Onitsha, und John Olorunfemi Onaiyekan, Erzbischof von Abuja.